# Ионический диалект древнегреческого языка
| Западная группа: Дорийский Северо-западный                          | Центральная группа: Эолийские Аркадо-кипрский | Восточная группа: Аттический Ионийские |
| Ахейский (северный) дорийский(M Македонский — классификация неясна) |                                               |                                        |

Иони́ческий, или иони́йский (др.-греч. Ἰάς διάλεκτος) — субдиалект аттическо-ионической диалектной группы древнегреческого языка.

## История
Ионийский, или ионический, диалект распространился из материковой Греции около XI века до н. э., во время дорийского вторжения.
В конце греческих Тёмных веков, в V веке до н. э., сформировалась область Иония в центральной части западного побережья Малой Азии, с островами Хиос и Самос. Также на ионийском диалекте говорили на островах центральной части Эгейского моря и на большом острове Эвбея к северу от Афин. Вскоре вследствие ионийской колонизации диалект распространился по северной части Эгейского моря, в прибрежные колонии Чёрного моря и западной части Средиземноморья.
Исторически ионийский диалект разделяют обычно на два периода — древнеионийский и новоионийский. Границей между ними между ними приблизительно считается 600 г. до н. э.
В. Г. Борухович отмечал, что во время глубоких общественных перемен в Элладе на рубеже VII—VI вв. до н. э., которые с особой силой проявились в Ионии, ионийские города вырываются далеко вперед по сравнению с государствами материка. Так, в частности, отмечает Борухович, языком ранней греческой прозы становится ионийский диалект в его литературной стилизованной форме.

## Авторы, писавшие на ионийских диалектах
Труды Гомера и Гесиода написаны на литературном диалекте, называемом гомеровский греческий или эпический греческий, основанном в основном на древнеионийском диалекте с некоторыми заимствованиями из соседнего эолийского диалекта. Поэт Архилох писал на позднем древнеионийском.
Больше всего из новоионийских авторов известны Анакреонт, Феогнид Мегарский, Геродот, Гиппократ, в римское время Аретей из Каппадокии, Арриан и Лукиан Самосатский.
Ионийский диалект приобрел авторитет среди греческих ораторов благодаря его связи с трудами Гомера и Геродота и близкому родству с аттическим диалектом, на котором говорили в Афинах. Дальнейшим совершенствованием была письменная реформа в Афинах в 403 до н. э., в ходе которой старый аттический вариант алфавита был заменён ионическим, используемым в Милете. В конечном итоге этот алфавит стал стандартным греческим алфавитом, в эпоху койне его использование унифицируется. Этим же алфавитом написаны Евангелия и Деяния апостолов.

## Фонология и отличия от других диалектов

### Гласные
В ионийском диалекте долгий гласный [aː] (α) перешёл в [ɛː] (η) почти во всех позициях, в то время как в аттическом этого не произошло в позициях после ε, ι и ρ:
- ион. νεηνίης (neēníēs) — атт. νεανίας (neanías) «молодой; юноша».

В ионийском диалекте краткие гласные ε и o часто переходили в дифтонги вследствие компенсаторного удлинения при выпадении протогреческого *w (Ϝ) в сочетании [краткий гласный-сонант-w]. В аттическом диалекте гласные остались краткими, в дорийском перешли в простые долгие η, ω.
- Ион. κούρη (koúrē) — атт. κόρη (kórē) — дор. κώρα (kṓrā) < протогреч. *κόρϜᾱ (kórwā) «девушка; невеста»;
- ион. οὖρος (oúros) — атт. ὄρος (óros) < протогреч. *ὄρϝος (órwos) «гора»;
- ион. ξεῖνος (xéinos) — атт. ξένος (xénos) — эол. ξέννος (xénnos) < протогреч. *ξένϜος (xénwos) «чужой; чужеземный».

Считалось, что из всех греческих диалектов ионический обладает «нежнейшими» долгими гласными и потому особенно подходит для сольного пения, в то время как строгому, «широкозвучному» дорическому отдавалось предпочтение в хоровом пении.
Иногда в ионийском диалекте исчезает начальное придыхание (это явление называют «псилосис»), в позднем ионийском его нет вообще:
- гомер. ἠέλιος (ēélios) — атт. ἥλιος (hēlios) — дор. ἀέλιος (āélios) и ἅλιος (hālios) < протогреч. *ἁϜέλιος (hāwéli-os) «солнце»;
- ион. ἴκκος (íkkos) — атт. ἵππος (híppos) «конь».

Стяжение в ионийском диалекте происходит реже, чем в аттическом:
- ион. γένεα (génea) — атт. γένη (génē) «семья».

### Согласные
Во многих случаях в ионийском диалекте протогреческий лабиовелярный звук /kʷ/ (ϙ) перешёл перед заднерядными гласными в /k/ (κ), в то время как в аттическом произошёл переход в /p/ (π):
- ион. ὄκως (ókōs) — атт. ὅπως (hópōs) < протогреч. *ὀϙω (ókʷō) «как; словно».

Аналогичные различия имеются и в других ветвях индоевропейской языковой семьи — в италийской и кельтской, где числятся учёными среди важнейших изоглосс, разделяющих подсемьи в рамках языковых семей.
Ионическое написание -σσ- (иногда -ͳ-, см. Сампи) соответствует позднему классическому аттическому -ττ-:
- гомер. τέσσαρες (téssares), ион. τέσσερες (tésseres), эпич.-эол. πίσῠρες — атт. τέτταρες (téttares), дор. τέττορες и τέτορες < протогреч. *ϙετϜρε (kʷetwre) «четыре»,
  - однако эфесское τέͳαραϙοντα при ион. τεσσεράκοντα и атт. τετταράκοντα «со́рок»;
- ион. τάσσω (tássō) — атт. τάττω (táttō) < протогреч. *ταγϳω (tagjō) «ставлю, кладу» (ср. аорист ἐτάγην, прил. τακτικός).

## Грамматика
В ионическом диалекте был весьма аналитический порядок слов, пожалуй, самый аналитический в древнегреческих диалектах. Кроме того, ионические существительные и глаголы не имеют форм двойственного числа.